# Grotta del Colombo (Toirano)
Die Grotta del Colombo ist eine der ältesten archäologischen Fundstätten Italiens. Die Höhle gehört zum Höhlensystem Grotte di Toirano (Ligurien), in dem sich mehrere Fundstätten befinden, wie etwa in den wenige Dutzend Meter unter der Colombo-Höhle liegenden Höhlen Grotta di Santa Lucia Superiore und Inferiore. Die Spuren der Colombo-Höhle reichen 300.000 Jahre zurück. Unterhalb der Höhle befindet sich die Grotta della Bàsura, ebenfalls eine archäologische Fundstätte. Die Colombo-Höhle befindet sich am Westhang des Monte San Pietrino in 248 m Höhe über dem Meeresspiegel. Die Höhle bildet eine Eingangsgalerie von 4,5 m Breite und 10 m Höhe sowie 40 m Tiefe, mit einer Öffnung nach Südwesten.
1889 von einem Priester namens Morelli begangen, führte dieser auf Anregung von Professor Issel erste Untersuchungen durch. Dabei unterschied er drei Schichten, nämlich eine oberste mit mittelalterlicher Keramik, eine, die er dem Neolithikum zuordnen konnte, schließlich eine paläolithische Schicht.
Nach 1951, als menschliche Überreste entdeckt worden waren, verständigte Luigi Cardini, der die Funde aus dem 19. Jahrhundert untersucht hatte, fanden Grabungen unter Leitung von Professor Ezio Tongiorgi statt, unterstützt von Ginetta Chiappella. Sie erreichten bei ihrer Grabung zum ersten Mal den Fels. Unter Tongiorgi und A. Mario Radmilli von der Universität Pisa fand 1962 eine neuerliche Grabung statt, über die Carlo Tozzi aus demselben Hause im Jahr 1965 publizierte. 1982 und 1983 führte das Museum für prähistorische Anthropologie in Monaca weitere Untersuchungen durch. 1985 bis 1987 leitete Carlo Tozzi weitere drei Grabungskampagnen.
Neben geologischen und pflanzenkundlichen Untersuchungen wurden auch die rund 4000 Artefakte untersucht. Genutzt wurde als Ausgangsmaterial vornehmlich Quarz, „quarzarenite“ und Feuerstein, in sehr geringem Umfang Kalkstein, Jaspis. Die Materialien stammten aus dem nahegelegenen Fluss Varatella, eine Reihe der Werkzeuge wurde mittels Levalloistechnik erstellt. Die ältesten Artefakte ließen sich dem Interglazial zwischen Riss und Würm zuordnen, spätere Untersuchungen eher Würm I (MIS 5e). Trotz großer Unsicherheiten wird die unterste Schicht der Sauerstoff-Isotopenstufe 6 zugeordnet, also auf ein Alter bis zu 191.000 Jahre datiert.